# Gabriel Fuentes
Gabriel Fuentes (Santa Marta, Magdalena; 9 de febrero de 1997) es un futbolista colombiano que juega como lateral izquierdo en el Fluminense del Brasileirão Serie A de Brasil.

## Trayectoria

### Inicios
Gabriel Fuentes empezó su carrera en las inferiores del Junior de Barranquilla en el año 2013. Su estadía en las inferiores no duraría demasiado, ya que en el año 2014 decidió irse al Barranquilla FC de la Primera B de Colombia, donde haría su debut un 6 de agosto de 2014 en un partido de Copa Postobón ante el Unión Magdalena y formaría parte durante cuatro años, disputando un total de 96 partidos y marcando 2 goles. 

### Junior de Barranquilla (primera etapa)
El 24 de abril de 2018, es ascendido al primer equipo del Junior de Barranquilla, donde jugaría la cifra de 191 partidos en 4 años vistiendo la camiseta del equipo tiburón, marcando 4 goles y aportando 20 asistencias, al mismo tiempo proclamándose campeón de la Superliga de Colombia en 2019 y 2020, y de la Categoría Primera A de 2018 y 2019 respectivamente.

### Real Zaragoza
El 1 de septiembre de 2022, viaja a España para firmar por el Real Zaragoza de la Segunda División de España. Llegaba en condición de préstamo por 1 año con opción de compra, la cual nunca fue ejecutada y el jugador terminó regresando a Colombia. En esta corta etapa Fuentes jugó 23 partidos y aportó 2 asistencias.

### Junior de Barranquilla (segunda etapa)
Gabriel Fuentes regresaría de su préstamo en el fútbol español al Junior de Barranquilla para el segundo semestre del 2023, convirtiéndose en una pieza clave y fundamental para el equipo, consiguiendo la tan anhelada décima estrella después de 2 años sin títulos para el conjunto tiburón. En esta segunda etapa Fuentes disputa 61 partidos, marcando 5 goles y asistiendo en 8 ocasiones.

## Fluminense Football Club
El 2 de septiembre de 2024, Gabriel Fuentes fue presentado como nuevo jugador del Fluminense Football Club. Haría su debut el 15 de septiembre de 2024 en la fecha 26 del Brasileirão ante Juventude, entrando de cambio por uno de sus más grandes ídolos, Marcelo Vieira.

## Selección nacional

### Categorías inferiores
Es convocado por la selección de Colombia sub-20 para disputar el Campeonato Sudamericano Sub-20 2017 en Ecuador.
En 2020 disputó el Torneo Preolímpico Sudamericano Sub-23, finalizando en el cuarto lugar.

#### Participaciones en Torneos Juveniles
| Competición                                    | Sede                       | Resultado                  | PJ | GA | Asis |
| ---------------------------------------------- | -------------------------- | -------------------------- | -- | -- | ---- |
| Campeonato Sudamericano Sub-20 de 2017         | Ecuador                    | Sexto lugar                | 2  | 0  | 0    |
| Torneo Preolímpico Sudamericano Sub-23 de 2020 | Colombia                   | Cuarto lugar               | 7  | 0  | 0    |
| Total en Torneos Juveniles                     | Total en Torneos Juveniles | Total en Torneos Juveniles | 9  | 0  | 0    |

### Selección absoluta
El 6 de octubre de 2020, es convocado a la  Selección Colombia de mayores para los encuentros frente a Venezuela y Chile en el debut de las Eliminatorias a Catar 2022, al final no lograría debutar.
El 17 de marzo de 2024, vuelve a ser convocado a la  Selección Colombia de mayores para disputar los amistosos frente a España y Rumania previo a la Copa América 2024, reemplazando a Cristian Borja quien no pudo estar en la convocatoria debido a molestias físicas. Lastimosamente aún así no pudo debutar.

#### Participaciones enEliminatorias al Mundial
| Eliminatoria                        | Sede del Mundial | Posición | Resultado | PJ | GA | Asis |
| ----------------------------------- | ---------------- | -------- | --------- | -- | -- | ---- |
| Eliminatorias Mundial de Catar 2022 | Catar            | 6°lugar  | Eliminado | 0  | 0  | 0    |

## Estadísticas

### Clubes
Actualizado al último partido disputado el 4 de julio de 2025.
| Club | Div           | Temporada     | Liga  | Liga  | Liga  | Copas nacionales(1) | Copas nacionales(1) | Copas nacionales(1) | Torneos internacionales(2) | Torneos internacionales(2) | Torneos internacionales(2) | Total | Total | Total |
| Club | Div           | Temporada     | Part. | Goles | Asis. | Part.               | Goles               | Asis.               | Part.                      | Goles                      | Asis.                      | Part. | Goles | Asis. |
| --- | ------------- | ------------- | ----- | ----- | ----- | ------------------- | ------------------- | ------------------- | -------------------------- | -------------------------- | -------------------------- | ----- | ----- | ----- |
| Barranquilla F.C. · Colombia | 2.ª           | 2014          | 7     | 0     | 0     | 3                   | 0                   | 0                   | —                          | —                          | —                          | 10    | 0     | 0     |
| Barranquilla F.C. · Colombia | 2.ª           | 2015          | 19    | 0     | 0     | 3                   | 0                   | 0                   | —                          | —                          | —                          | 22    | 0     | 0     |
| Barranquilla F.C. · Colombia | 2.ª           | 2016          | 25    | 0     | 0     | 1                   | 0                   | 0                   | —                          | —                          | —                          | 26    | 0     | 0     |
| Barranquilla F.C. · Colombia | 2.ª           | 2017          | 22    | 2     | 0     | 6                   | 0                   | 0                   | —                          | —                          | —                          | 28    | 2     | 0     |
| Barranquilla F.C. · Colombia | 2.ª           | 2018          | 6     | 0     | 0     | 4                   | 0                   | 0                   | —                          | —                          | —                          | 10    | 0     | 0     |
| Barranquilla F.C. · Colombia | Total club    | Total club    | 79    | 2     | 0     | 17                  | 0                   | 0                   | —                          | —                          | —                          | 96    | 2     | 0     |
| Junior · Colombia | 1.ª           | 2018          | 21    | 1     | 0     | 2                   | 0                   | 0                   | 7                          | 0                          | 0                          | 30    | 1     | 0     |
| Junior · Colombia | 1.ª           | 2019          | 40    | 2     | 1     | 4                   | 0                   | 1                   | 3                          | 0                          | 0                          | 47    | 2     | 2     |
| Junior · Colombia | 1.ª           | 2020          | 13    | 0     | 3     | 3                   | 0                   | 0                   | 10                         | 0                          | 3                          | 26    | 0     | 6     |
| Junior · Colombia | 1.ª           | 2021          | 38    | 0     | 5     | 2                   | 0                   | 0                   | 10                         | 0                          | 3                          | 50    | 0     | 8     |
| Junior · Colombia | 1.ª           | 2022          | 29    | 1     | 4     | 2                   | 0                   | 0                   | 7                          | 0                          | 0                          | 38    | 1     | 4     |
| Junior · Colombia | 1.ª           | 2023          | 21    | 2     | 4     | 2                   | 1                   | 0                   | —                          | —                          | —                          | 23    | 3     | 4     |
| Junior · Colombia | 1.ª           | 2024          | 28    | 1     | 3     | 2                   | 0                   | 0                   | 8                          | 1                          | 1                          | 38    | 2     | 4     |
| Junior · Colombia | Total club    | Total club    | 190   | 7     | 20    | 17                  | 1                   | 1                   | 45                         | 1                          | 7                          | 252   | 9     | 28    |
| Real Zaragoza · España | 2.ª           | 2022-23       | 22    | 0     | 2     | 1                   | 0                   | 0                   | —                          | —                          | —                          | 23    | 0     | 2     |
| Real Zaragoza · España | Total club    | Total club    | 22    | 0     | 2     | 1                   | 0                   | 0                   | —                          | —                          | —                          | 23    | 0     | 2     |
| Fluminense · Brasil | 1.ª           | 2024          | 6     | 0     | 0     | —                   | —                   | —                   | 0                          | 0                          | 0                          | 6     | 0     | 0     |
| Fluminense · Brasil | 1.ª           | 2025          | 3     | 0     | 0     | 13                  | 0                   | 4                   | 4                          | 0                          | 1                          | 20    | 0     | 5     |
| Fluminense · Brasil | Total club    | Total club    | 9     | 0     | 0     | 13                  | 0                   | 4                   | 4                          | 0                          | 1                          | 26    | 0     | 5     |
| Total carrera | Total carrera | Total carrera | 300   | 9     | 22    | 48                  | 1                   | 5                   | 49                         | 1                          | 8                          | 397   | 11    | 35    |
| (1) Incluye datos de la Copa Colombia, Superliga de Colombia, Copa del Rey, Campeonato Carioca y Copa de Brasil. (2) Incluye datos de la Copa Libertadores y Copa Sudamericana. |               |               |       |       |       |                     |                     |                     |                            |                            |                            |       |       |       |

### Selección
| Selección         | Año               | Amistosos | Amistosos | Copa América | Copa América | Copa Mundial | Copa Mundial | Eliminatorias Mundialistas | Eliminatorias Mundialistas | Total | Total |
| Selección         | Año               | Part.     | Goles     | Part.        | Goles        | Part.        | Goles        | Part.                      | Goles                      | Part. | Goles |
| ----------------- | ----------------- | --------- | --------- | ------------ | ------------ | ------------ | ------------ | -------------------------- | -------------------------- | ----- | ----- |
| Sub-20            |                   |           |           |              |              |              |              |                            |                            |       |       |
| 2017              | —                 | —         | —         | —            | —            | —            | 9            | 0                          | 9                          | 0     |       |
| Total             | 0                 | 0         | 0         | 0            | 0            | 0            | 9            | 0                          | 9                          | 0     |       |
| Sub-23            |                   |           |           |              |              |              |              |                            |                            |       |       |
| 2020              | —                 | —         | —         | —            | —            | —            | 7            | 0                          | 7                          | 0     |       |
| Total             | 0                 | 0         | 0         | 0            | 0            | 0            | 7            | 0                          | 7                          | 0     |       |
| Total en Colombia | Total en Colombia | 0         | 0         | 0            | 0            | 0            | 0            | 16                         | 0                          | 16    | 0     |

## Palmarés

### Campeonatos nacionales
| Título                | Equipo | País     | Año  |
| --------------------- | ------ | -------- | ---- |
| Torneo Finalización   | Junior | Colombia | 2018 |
| Superliga de Colombia | Junior | Colombia | 2019 |
| Torneo Apertura       | Junior | Colombia | 2019 |
| Superliga de Colombia | Junior | Colombia | 2020 |
| Torneo Finalización   | Junior | Colombia | 2023 |

### Distinciones individuales
| Distinción                       | Equipo     | Año  |
| -------------------------------- | ---------- | ---- |
| Equipo ideal de la DIMAYOR       | Junior     | 2018 |
| 11 ideal del año - Acolfutpro    | Junior     | 2018 |
| 11 ideal del Torneo Finalización | Junior     | 2023 |
| 11 ideal del Campeonato Carioca  | Fluminense | 2025 |